# Плазма (компьютерная графика)

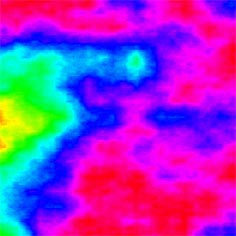
Плазма

Анимированное изображение, полученное циклическим переключением цвета.

Плазма — приём в компьютерной графике, позволяющий создавать изображения при помощи рандомизированных фракталов.
Один из распространенных способов получения - Алгоритм Diamond-Square. Также используют альфа-смешение нескольких октав шума Перлина.